# Девід Іге
Девід Ютака Іге (англ. David Yutaka Ige; нар. 15 січня 1957) — американський політичний діяч. Восьмий губернатор Гаваїв з 2014 до 2022 року. Член Демократичної партії, член Палати представників Гаваїв від 43-го округу в 1985—1993 роках, від 34-го округу в 1993—1995 роках. Обіймав посаду сенатора в Сенаті штату Гаваї у 1995—2003 роках (від 17-го округу), у 2003—2014 роках (від 16-го округу).